# Театроведение
Театрове́дение — отрасль искусствоведения, наука о театре, изучающая теорию и историю сценического искусства. Oтносится к общественным наукам.
Предметом театроведения являются все компоненты театра: драматургия, актёрское и  режиссёрское искусство, сценография, театральная архитектура, театральное образование, организация театрального дела, публика.
Балетоведение считается разделом театроведения и изучает теорию и историю хореографии.

## История
Хотя как самостоятельная наука театроведение сформировалось в XX веке,
её зарождение относится к античной эпохе.
«Поэтика» Аристотеля — основной теоретический труд, обобщающий творчество античных поэтов и драматургов, в котором сформулированы основы теории драмы и сценического искусства.
Первые исторические и теоретические работы о сценическом искусстве появились в конце XVI века в Европе (Франция, Англия, Германия).

## Премии
- Государственная премия РСФСР имени К. С. Станиславского в области театрального искусства в 1966—1991 годах ежегодно присуждалась Советом министров РСФСР за все виды сценической деятельности, а также за книги о театре. Награждённым присваивалось звание «Лауреат Государственной премии РСФСР» и  вручались Почётный знак и диплом.
- Международная премия К. С.  Станиславского в ряду прочих номинаций присуждается за выдающиеся труды в области театроведения.  Учреждена Международным фондом К. С. Станиславского в 1994 году. Вручается на Международном театральном фестивале[4].